# Gare de Pibrac
La gare de Pibrac est une gare ferroviaire française de la ligne de Saint-Agne à Auch, située sur le territoire de la commune de Pibrac, dans le département de la Haute-Garonne, en région Occitanie.
C'est un point d'arrêt sans personnel de la Société nationale des chemins de fer français (SNCF), desservi par des trains TER Occitanie.

## Situation ferroviaire
Édifiée à 156 mètres d'altitude, la gare de Pibrac est située au point kilométrique (PK) 22,053 de la ligne de Saint-Agne à Auch, entre les gares de Colomiers-Lycée International et de Brax - Léguevin.

## Fréquentation
De 2015 à 2023, selon les estimations de la SNCF, la fréquentation annuelle de la gare s'élève aux nombres indiqués dans le tableau ci-dessous.
| Année           | 2015    | 2016    | 2017    | 2018    | 2019    | 2020   | 2021   | 2022   | 2023    |
| --------------- | ------- | ------- | ------- | ------- | ------- | ------ | ------ | ------ | ------- |
| Voyageurs seuls | 154 145 | 140 127 | 132 653 | 107 356 | 100 582 | 81 695 | 94 967 | 98 791 | 118 800 |

## Service des voyageurs

### Accueil
Halte SNCF, c'est un point d'arrêt non géré (PANG) à entrée libre. Elle est équipée d'automates pour l'achat de titres de transport TER.

### Desserte
Pibrac est desservie par des trains TER Occitanie qui effectuent des missions entre les gares de Toulouse-Matabiau et de Auch ou L'Isle-Jourdain, à raison de 19 allers et 17 retours par jour en semaine, cadencés à la demi-heure aux heures de pointe. Le temps de trajet est d'environ 30 minutes depuis Toulouse-Matabiau et de 1 heure depuis Auch.